# Il crollo degli Asburgo
Il crollo degli Asburgo (Das Schicksal derer von Habsburg) è un film muto del 1928 diretto da Rolf Raffé.

## Trama
Come dice il titolo, la cui traduzione letterale è Il destino degli Asburgo, il film racconta le vicende legate alla figura storica dell'imperatore Francesco Giuseppe, con il dramma di Mayerling, la tragica morte di Elisabetta e la fine dell'impero sotto Carlo I, il suo successore.

## Produzione
Il film fu prodotto dall'Essem-Film GmbH.

## Distribuzione
Distribuito dalla Leo-Film AG, uscì nelle sale cinematografiche tedesche il 16 novembre 1928 presentato in prima al Waterloo di Amburgo.
L'edizione italiana del film è stata recentemente restaurata dalla Cineteca del Friuli.